# Кірілень (Унгенський район)
Кірілень (рум. Chirileni) — село в Унгенському районі Молдови. Утворює окрему комуну.

## Населення
За даними перепису населення 2004 року у селі проживали 1996 осіб.
Національний склад населення села:
| Національність       | Кількість осіб | Відсоток   |
| -------------------- | -------------- | ---------- |
| молдавани румуни     | 1983 3         | 99,3% 0,2% |
| українці             | 3              | 0,2%       |
| росіяни              | 3              | 0,2%       |
| гагаузи              | 1              | 0,1%       |
| цигани               | 1              | 0,1%       |
| інша / без відповіді | 2              | 0,1%       |
| Всього               | 1996           | 100%       |